# Laurent Boulanger
Pour les articles homonymes, voir Boulanger (homonymie).
Laurent Boulanger, né le 10 février 1972, est un réalisateur et scénariste de cinéma français.

## Filmographie
- 1993 : Elles étaient trois  (court-métrage)
- 1995 : Un jour, ce soir-là  (court-métrage)
- 1997 : Interlude  (court-métrage)
- 1998 : Les Mille et Une Nuits  (court-métrage)
- 2002 : Alice ou son ombre  (court-métrage)
- 2006 : Un an
  - à venir : Ne pas toucher